# Trávník (Osice)

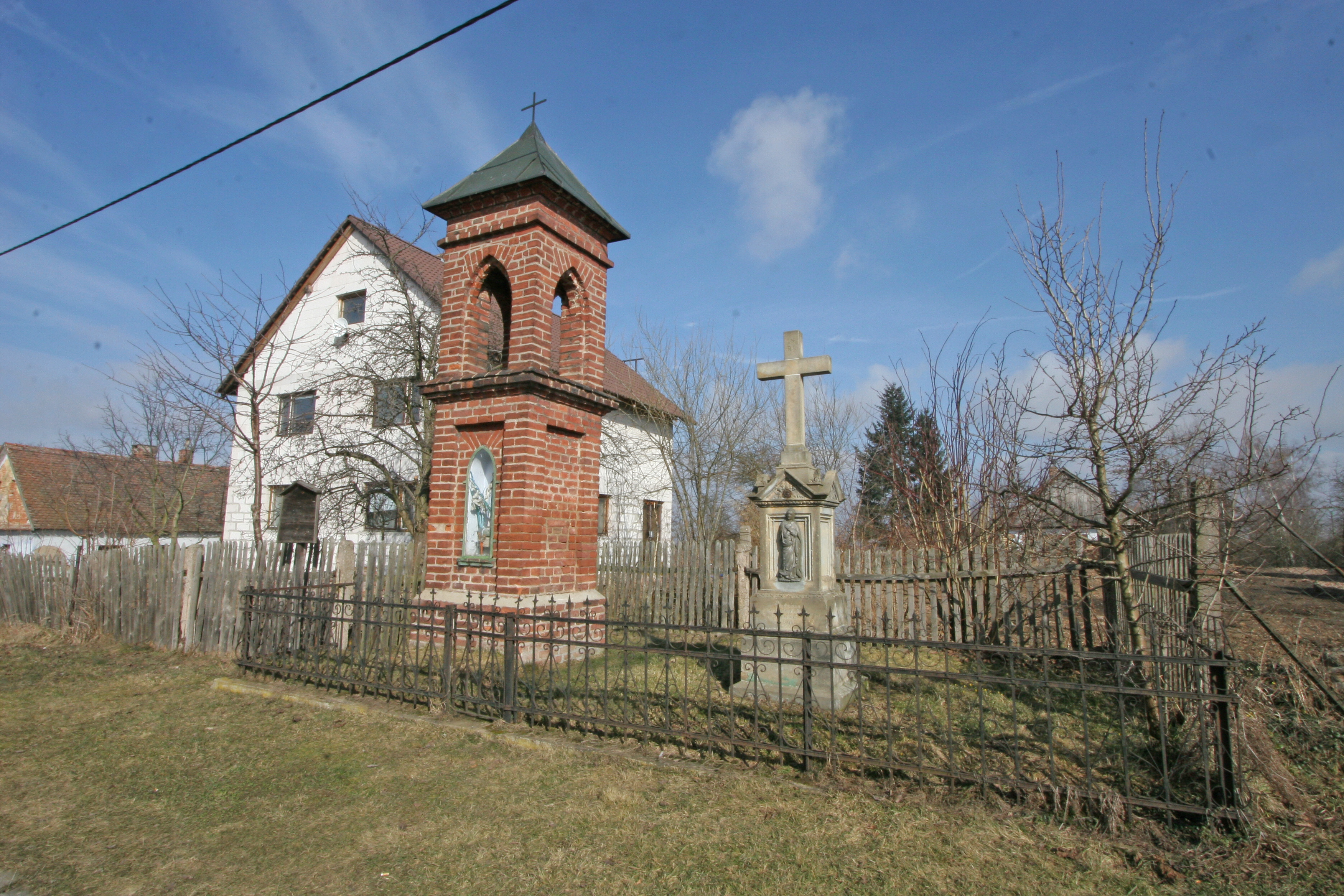
Glockenturm und Wegkreuz

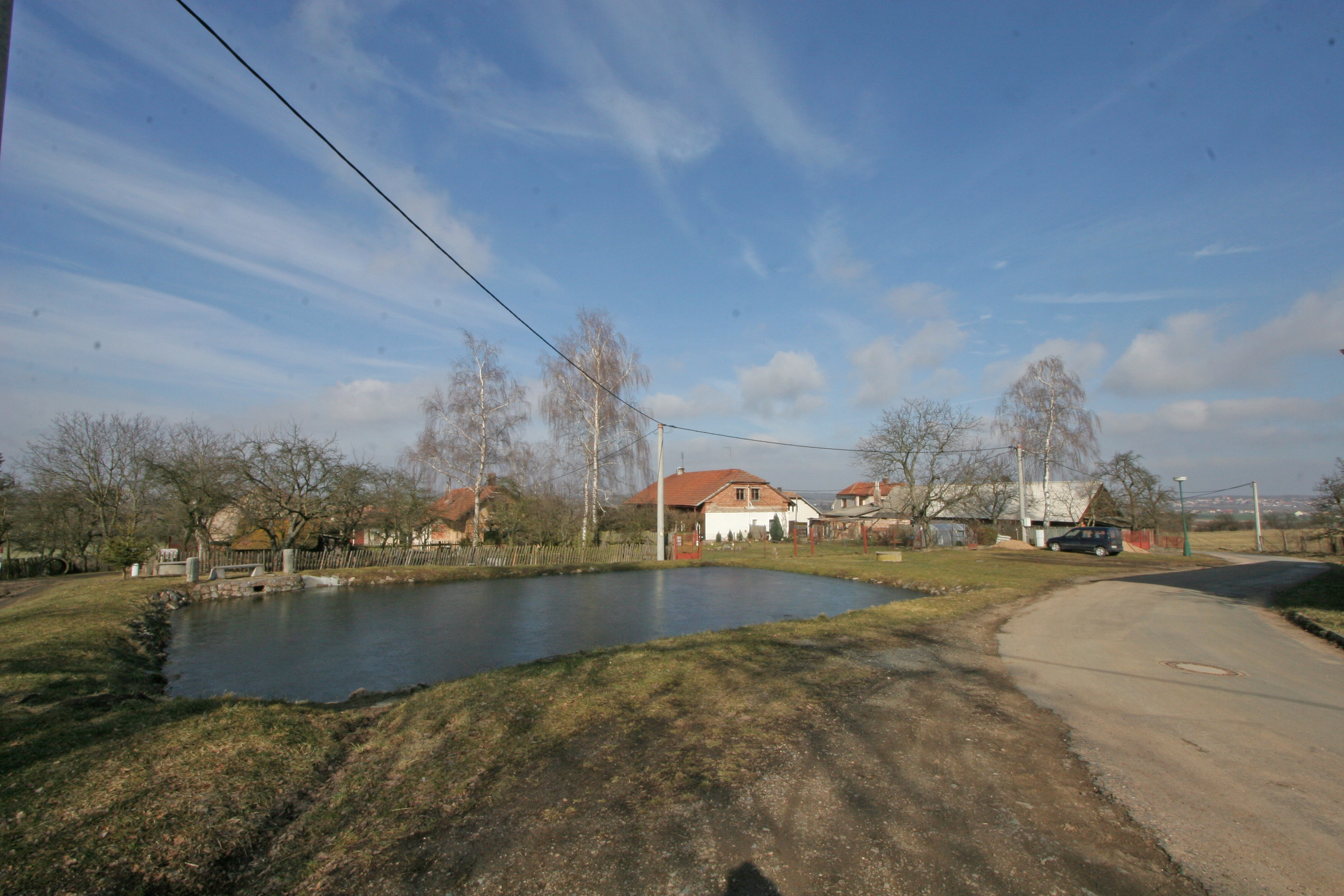
Teich

Trávník (deutsch Eichelburg, auch Trawnik) ist ein Ortsteil der Gemeinde Osice im Okres Hradec Králové in Tschechien. Er liegt zwölf Kilometer südwestlich des Stadtzentrums von Hradec Králové (Königgrätz).

## Geographie
Trávník befindet sich auf einer Anhöhe der Dobřenická plošina (Dobrzenitzer Hochfläche). Im Ort entspringt der Bach Třesický potok. Nördlich des Dorfes verläuft die Bahnstrecke Chlumec nad Cidlinou–Międzylesie.
Nachbarorte sind Lhota pod Libčany im Norden, Urbanice und Hubenice im Nordosten, Sedlice im Osten, Polizy im Südosten, Osice im Süden, Osičky im Südwesten, Syrovátka im Westen sowie Roudnice im Nordwesten.

## Geschichte
Das Dorf wurde im Jahre 1777 auf den Fluren des aufgelösten Meierhofes Trawnik gegründet und erhielt zu Ehren des bei der Emphyteutisierung der Meierhöfe in der Herrschaft Pardubitz anwesenden k. k. Hofcommissärs Freiherr von Aichelburg den Namen Eichelburg. Später wurde der Ort zu Ehren Kaiser Joseph II. in Josephsburg umbenannt, jedoch konnte sich dieser Name nicht durchsetzen.
Im Jahre 1835 bestand das im Chrudimer Kreis gelegene Dominikaldorf Eichelburg bzw. Trawnik aus 13 Häusern, in denen 83 Personen lebten. Pfarrort war Wositz. Bis zur Mitte des 19. Jahrhunderts blieb Eichelburg der k.k. Kameralherrschaft Pardubitz untertänig.
Nach der Aufhebung der Patrimonialherrschaften bildete Trávník ab 1849 eine Gemeinde im Gerichtsbezirk Pardubitz.  1868 erfolgte die Eingemeindung nach Polizy, zugleich wurde das Dorf dem neugebildeten Bezirk Pardubitz zugeordnet. 1919 löste sich Trávník wieder von Polizy los und bildete eine eigene Gemeinde. 1949 wurde Trávník dem Okres Hradec Králové-okolí zugeordnet; dieser wurde im Zuge der Gebietsreform von 1960 aufgehoben, seitdem gehörte die Gemeinde zum Okres Hradec Králové. 1967 wurde Trávník nach Osice und 1980 mit diesem zusammen nach Lhota pod Libčany eingemeindet. Am 24. November 1990 lösten sich Osice, Trávník und Polizy von Lhota pod Libčany los und bildeten die Gemeinde Osice. Am 3. März 1991 hatte der Ort 86 Einwohner; beim Zensus von 2001 lebten in den 30 Wohnhäusern von Trávník 126 Personen.

## Gemeindegliederung
Der Ortsteil Trávník bildet den Katastralbezirk Trávník u Osic.

## Sehenswürdigkeiten
- Steinernes Kreuz an der Dorfstraße
- Glockenturm in Klinkerbauweise an der Dorfstraße
- Geschützte Linde